# كاثي كونينغهام
كاثي كونينغهام هي لاعبة كرلنغ كندية، ولدت في 30 ديسمبر 1959 في سانت جونز في كندا.